# Sole rosso (singolo)
Sole Rosso è una canzone del 1973, cantata dal gruppo de Il Segno Dello Zodiaco.
Composta da Gianni Borra ed Ezio Leoni, ebbe un buon successo di pubblico.
La canzone, che ha partecipato a "Un disco per l'estate" del 1973, superando la prima fase, viene spesso confusa con l'omonima eseguita dal gruppo dei "Collage" nel 1978.